# Love Is Blind (musikalbum)
Love Is Blind är ett musikalbum från 1992 av den brittiske musikern Limahl. Det släpptes bara i Tyskland och Japan.

## Låtlista
1. Too Shy 92
2. Love Is Blind
3. So Far So Good
4. Stop
5. Let’s Get Together Again
6. Life Must Go On
7. Maybe This Time
8. Cheatin
9. Stay With Me
10. Someone Else
11. Stop (Long Dub Version) (på den japanska utgåvan)
12. Maybe This Time (Dub Version) (på den japanska utgåvan)